# 十五司祭長老會
十五司祭長老會（quindecimviri sacris faciundis）指的是古羅馬十五（quindecim）位具有祭司資格成員組成的團體（college (collegium)）。他們除了負責看守著神諭集（the Sibylline Books）外，同時應元老院的要求去查閱與解釋當中的經文。該長老會還對引入羅馬的外邦神祇信仰具監督任務。
最初這些職責多半由兩位擁有貴族身分的二頭政治官（duumviri或 duoviri）來擔任。西元前367年利西尼-塞克斯蒂安法（the Licinian-Sextian Law）將人數擴編為十人，該法案聲明祭司中必須有一半是由平民來擔任。在羅馬共和中期，長老會成員則須經共同推舉（co-option）才獲准加入。
西元前三世紀的某個時候，有的神職人員，當中可能還包括quindecimviri（十五司祭），開始藉由部族票選任職。

## 外部鏈接
- Decemviri Sacris Faciundis in Smith's Dictionary of Greek and Roman Antiquities at LacusCurtius